# Droga wojewódzka 292
Die Droga wojewódzka 292 ist eine Woiwodschaftsstraße in den polnischen Woiwodschaften Lebus und Niederschlesien. Die Straße beginnt in Nowa Sól (Neusalz an der Oder) und verläuft über Głogów (Glogau) und Ścinawa (Steinau an der Oder) nach Lisowice (Leschwitz), wo sie sich mit der Droga krajowa 36 kreuzt. Die Straße hat eine Gesamtlänge von 106 Kilometern, davon 18,4 Kilometer in der Woiwodschaft Lebus und 87,6 Kilometer in der Woiwodschaft Niederschlesien.